# ドゥフトモン
ドゥフトモンはデジタルモンスターシリーズに登場する架空の生命体・デジタルモンスターの一種。

## 種族としてのドゥフトモン
獣の鎧を纏う聖騎士型デジモン。ロイヤルナイツの一員であり戦士であると同時に策士の一面もあるとされている。屈指の戦略家として他のロイヤルナイツにも一目置かれており、各々の信じる正義の道を持つゆえに対立の多いロイヤルナイツを統率する類いまれなる能力を持つといわれている。戦士と策士、人と獣の二面性を合わせ持ち、基本状態が人型、レオパルドモードと呼ばれる獣型の姿を有し自ら戦闘に赴き戦場を駆け抜ける。戦士と策士、知性と野生、人と獣、相反する二面性を合わせ持つその存在は、どちらにも偏らないというある種の中庸の意味合いを込められ、また世界を救うために、善にも悪にもなるロイヤルナイツのニュアンスそのものを表している。
X抗体を取り込んだドゥフトモンXはクロンデジゾイドの鎧が柔軟性の高い“ブラウンデジゾイド”に変化しており、ドゥフトモンのしなやかな運動能力を爆発的に向上させている。

### 基本データ
- 世代/究極体
- タイプ/聖騎士型
- 属性/データ
- 必殺技/アウススターベン、エルンストウェル
- 所属/ロイヤルナイツ

必殺技
アウススターベン
頭上で弧を描き振り下ろすビームの刃。「消滅の剣」とも呼ばれる。
エルンストウェル
爆発的なエネルギーを放つ破壊の剣。

### X抗体版
- 世代/究極体
- タイプ/聖騎士型
- 属性/データ
- 必殺技/アウススターベン、ブラオンネーベル、アイネ・ビリオン
- 所属/ロイヤルナイツ

必殺技
ブラオンネーベル
その優れた体術によってすべてを回避する。
アイネ・ビリオン
「ブラオンネーベル」から繰り出される超高速の打突で、1秒間に1兆回もの突きを繰り出すため、これを受けた相手は一瞬で「消滅」してしまう。

### ドゥフトモン：レオパルドモード
- 世代/究極体
- タイプ/聖騎士型
- 属性/データ
- 必殺技/ヴォルケンクラッツァー、ブローカッデ、エアオーベルング
- 所属/ロイヤルナイツ

必殺技
ヴォルケンクラッツァー
大地より超高層の岩盤を出現させて敵を突き上げる技。
ブロッカーデ
地上を走り空へ飛翔し、あらゆる角度から敵を切り裂き攻撃する。
エアオーベルング
丸い尾の先端で球状のエネルギー機雷を発生させ、戦略的に敵を包囲してしまう武器。

## 登場人物としてのドゥフトモン

### デジモンセイバーズ
声優は室園丈裕（日本語版）、Beau Billingslea（英語版）。ロイヤルナイツの一員として登場する。実質的な活躍は第43話のみで、事実上の初登場であったため他のロイヤルナイツと違いまともな対戦戦績がないまま登場した。クールな性格だが、弱者への攻撃をも厭わない冷酷な性格でもある。対戦したロゼモンとレイヴモンを圧倒するも、その2体のバーストモードに敗れる。

### デジモンクロスウォーズ (漫画)
第16話からクロスハート・ブルーフレア連合軍の援軍として登場。過去にアルカディモンと対峙したことがあり、再戦の折には「ドットマトリックス」のワクチンプログラムを完成させていた。そのプログラムをアルフォースブイドラモンに託し、アルカディモン撃破に貢献する。その後、レオパルドモードになりキメラモン、ムゲンドラモンの大群と戦った。
最終決戦後は描写は無いものの、デジタルワールドに残留した。
単行本第4巻に収録されているオマケ漫画「ばぐら家の横顔 第3回」では、作者の中島諭宇樹曰く「クールな策略家。他者を動かしてスマートに戦略目標を達成することを好む」。

### デジモンストーリー サイバースルゥース
声優は若本規夫。人類を殲滅すべしという強硬派のリーダーともいえる存在。なお、同志はクレニアムモン・デュナスモン・ロードナイトモン。
エグザモンを制御するために使用したエネルギーラインに自身を接続して一気に人間を殲滅しようと目論む。しかし、ノキアが統率したハッカー集団による干渉で逆にエネルギーを奪われてしまう。さらに、アルファモンにイグドラシルの意思に齟齬があることを指摘されるも聞き入れず、戦いを挑んで敗北。人間もデジモンさえも滅びることがイグドラシルの意思だと悟って消滅した。